# Gonçalo Rodrigues da Palmeira
D. Gonçalo Rodrigues da Palmeira (morto em 1177) foi um nobre da Galiza e Mordomo-mor da rainha D. Teresa de Leão em 1114.

## Biografia
Foi tenente de Vermoim em 1128 e em 1146 de Penafiel de Bastuço. 
Foi igualmente tenente de Sanfins de Riba de Ave em 1146 e o fundador do Mosteiro de Landim.
Prestou vários serviços a D. Henrique de Borgonha, conde de Portucale pelo que este lhe deu como pagamento os coutos de Palmeira e Pereira. Foi senhor da Quinta de Pereira.

## Relações familiares
Foi filho de D. Rodrigo Fróias de Trastamara e de Guncina Gonçalves. Casou por duas vezes, a primeira com D. Fruilhe Afonso de Celanova, filha de Afonso Nunes de Celanova. Sua segunda esposa foi Urraca Viegas de Ribadouro, filha de Egas Moniz, o Aio e da sua segunda esposa D. Teresa Afonso. Depois de enviuvar de Gonçalo, Urraca casou-se com o conde Vasco Sanches.
Do primeiro casamento teve:
1. D. Elvira Gonçalves de Palmeira, casou com Rui Nunes das Astúrias,[4]
2. D. Rui Gonçalves Pereira, casou por duas vezes, a primeira com Inês Sanches e a segunda com Sancha Henriques de Portocarreiro, filha de Henrique Fernandes Magro também donominado Henrique Fernandes de Toledo e de Ouroana Reimão de Portocarreiro.[5]

Do segundo casamento resultou a seguinte descendênciaː
1. D. Gonçalo Gonçalves de Palmeira,[4] casou com Maria Pais de Toronho, filha de Paio Curvo de Toronho,[6]
2. D. Fernando Gonçalves da Palmeira.[4]